# Mecomma angustatum
Mecomma angustatum är en insektsart som först beskrevs av Philip Reese Uhler 1895.  Mecomma angustatum ingår i släktet Mecomma och familjen ängsskinnbaggar. Inga underarter finns listade i Catalogue of Life.